# Colac
Colac är en ort i Australien. Den ligger i kommunen Colac-Otway och delstaten Victoria, omkring 130 kilometer sydväst om delstatshuvudstaden Melbourne. Den ligger vid sjön Lake Colac.
Runt Colac är det mycket glesbefolkat, med 4 invånare per kvadratkilometer.. Colac är det största samhället i trakten. 
Trakten runt Colac består till största delen av jordbruksmark. Genomsnittlig årsnederbörd är 921 millimeter. Den regnigaste månaden är juni, med i genomsnitt 126 mm nederbörd, och den torraste är februari, med 37 mm nederbörd.